# Clarks (azienda)

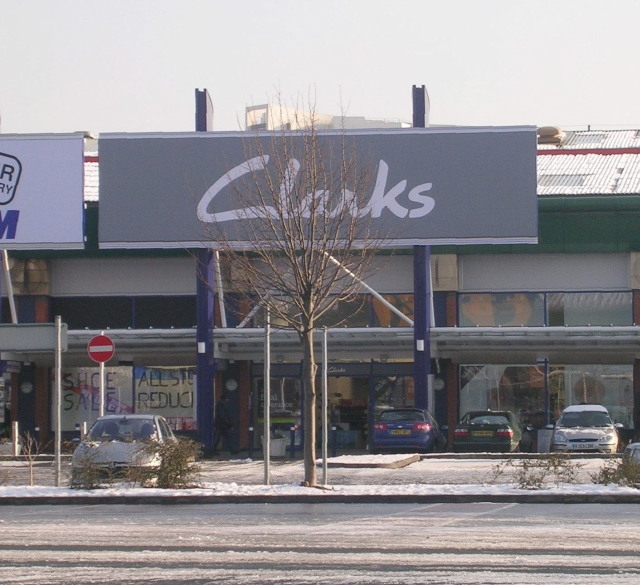
Clarks, Leeds

C. and J. Clark International Ltd, ditta meglio nota come Clarks, è una manifattura britannica di calzature.
La sede è a Street, Somerset in Inghilterra.
La ditta fu fondata nel 1825 dai fratelli Cyrus e James Clark. L'espansione commerciale l'ha trasformata nel tempo in una marca globale di calzature che opera su molti mercati, come Stati Uniti d'America, Europa, Medio Oriente, Giappone.
Il successo presso il grande pubblico risale agli anni 1960 quando la cultura di massa del tempo fece diventare un "must" il modello più famoso dell'azienda calzaturiera: le "Desert Boots", disegnate ispirandosi alle scarpe egiziane in vendita a Il Cairo, leggere e resistenti per le temperature africane.